# La figlia di Frankenstein
La figlia di Frankenstein (br:A Mulher de Frankenstein) é um filme italiano, do ano de 1971, dos gêneros ficção científica e horror, dirigido por Mel Welles. O filme é baseado, com muita liberdade, no romance Frankenstein de Mary Shelley.

## Enredo
Após o Dr. Frankenstein morrer, pelas mãos de sua própria criatura, sua filha e assistente prosseguem com suas pesquisas e experiências. Os dois planejam transplantar o cérebro de Marshall para o corpo viríl do empregado retardado Stephen, para com isso prolongar seu tempo de vida. Enquanto isso a primeira criatura prossegue matando todos os que encontra pela frente e, busca os ladrões de túmulos que o desenterraram para se vingar.

## Elenco
| Nome               | Personagem             |
| ------------------ | ---------------------- |
| Joseph Cotten      | Barão Frankenstein     |
| Rosalba Neri       | Tania Frankenstein     |
| Paul Muller        | Dr. Charles Marshall   |
| Paul Whiteman      | A criatura             |
| Herbert Fux        | Tom Lynch              |
| Renate Kasché      | Julia Stack            |
| Lorenzo Terzon     | Assistente de Harris   |
| Mickey Hargitay    | Capitão Harris         |
| Ada Pometti        | Esposa do fazendeiro   |
| Andrea Aureli      | Jim Turner             |
| Joshua Sinclair    | John                   |
| Richard Beardley   | Simon Burke            |
| Petar Martinovitch | Jack Morgan            |
| Adam Welles        | Criança                |
| Herb Andress       | Corcunda               |
| Linda Gary         | Voz Tania Frankenstein |
| Marino Masé        | Thomas Stack           |
| Mel Welles         | Voz Tom Lynch          |

## Outros nomes do filme
| Nome                                      | País(es)                                           |
| ----------------------------------------- | -------------------------------------------------- |
| Lady Frankenstein                         | Argentina / Suécia / UK / USA / Alemanha Ocidental |
| A Filha de Frankenstein                   | Brasil (TV a cabo)                                 |
| Lady Frankenstein, cette obsédée sexuelle | França                                             |
| Laidi Frankenstein                        | Grécia                                             |